# Société de sociologie du sport de langue française
La Société de sociologie du sport de langue française (3SLF) est une société savante qui a été créée en juin 2001 dans le but d'aider et de promouvoir les connaissances développées en sociologie du sport et dans les disciplines connexes (anthropologie, économie, géographie, histoire, Sciences et Techniques des Activités Physiques et Sportives (STAPS)...), d'organiser ou de soutenir l'organisation de manifestations scientifiques et de représenter les chercheurs  de ces domaines auprès des instances scientifiques nationales et internationales.

## Activité scientifique
La Société de Sociologie du Sport de Langue Française organise un congrès tous les deux ans, en alternance avec une journée d'études.

### Congrès
Depuis sa création, la Société de Sociologie du Sport de Langue Française a organisé six congrès dont le septième s'est déroulé en 2013 à l'Université de Strasbourg sur le thème : "Comparer le sport. Usages et controverses".
Le premier congrès s'est tenu à Toulouse en Octobre 2002, porté par l'UFR STAPS de l'Université Paul Sabatier, Toulouse III, congrès refondateur.
En 2004, le deuxième congrès à l'UFR STAPS de l'Université Paris Sud XI, sur le thème « Vivre du sport/pour le sport. Sociologies des cultures et des pratiques sportives».
Le troisième s'est déroulé à Nantes en 2005, sur le thème « Le sport: entre intérêts publics et appropriations privées ».
En 2007, c'est l'UFR APS de l'université Joseph-Fourier de Grenoble qui a accueilli le congrès au sein de son antenne de Valence : Du local au global : le sport enjeu de culture et de développement.
Dans les locaux de lUFRSTAPS de l'université Lyon-1 a eu lieu en 2009 le cinquième congrès : À quoi servent les sciences sociales du sport ? Recherches et utilité(s) sociale(s).
En 2011, le congrès s'est déroulé à Nanterre (Université Paris Ouest La Défense) sur le thème : "Représenter le sport. Représentations, représentants et représentés".
En 2013, le 7e congrès s'est déroulé à l'Université de Strasbourg sur le thème : "Comparer le sport. Usages et controverses".
En 2015, le 8e congrès a eu lieu à Montpellier sur le thème : "Le sport face aux institutions. Interactions et transformations réciproques".
En 2017, le 9e congrès se déroule à Arras sur le thème : "Faire la passe et marquer. Débattre des usages sociaux des savoirs de sociologie du sport, du corps et de l’EPS".
Le 10eme Congrès s’est tenu à Bordeaux, fin mai 2019, sur le thème "Pratiques sportives,logiques sociales et enjeux territoriaux"

### Journées d'étude
Les journées d'étude de la 3SLF se déroulent à l’université de Paris X-Nanterre en alternance avec les congrès.
En 2003 a eu lieu la journée d'étude Sport et société : pour un questionnement des catégories de sexe (organisatrice : Christine Mennesson, université Toulouse-III).
En 2006, s'est déroulée la deuxième journée d'étude « Les carrières sportives : perspectives théoriques et méthodologiques » (organisatrice:  Christine Mennesson, Université Toulouse III).
En 2008, le thème en était « L'évolution des pratiques sportives en France au tournant des années 1970 et 1980. Grande tendance ou logiques de champs ? » (organisateur: Denis Jallat, Université Strasbourg 2).
Le 28 mai 2010, a eu lieu la quatrième journée d'étude sur le thème « mobilisations sportives, mobilisations collectives : processus, formes et effet des luttes dans le monde sportif » (organisateurs Manuel Schotté et Sébastien Fleuriel).

## Publications

### La Revue Sciences Sociales et Sports
La 3SLF et la Société Française d’Histoire du Sport (SFHS) ont décidé, en 2005, de créer une revue scientifique de sciences sociales du sport de langue française. Le comité de rédaction est dirigé par Carine Erard, secondée par deux rédacteurs en chef adjoints, l'un pour l'histoire (au titre de la SFSH), Jean-François Loudcher, l'autre pour la sociologie (au titre de la 3SLF), Michel Koebel, entourés chacun de 3 membres de leurs sociétés respectives.
La revue Sciences Sociales et Sports publie des comptes rendus de recherches sociologiques, historiques, anthropologiques, sur les activités physiques et sportives, que ces pratiques soient organisées sur le patron compétitif classique, ou qu’elles relèvent des activités physiques à buts divers (utilitaires, réparatrices, ludiques ou artistiques). Toutes les orientations théoriques sont accueillies, ainsi que les approches situées au sein de spécialités à l’intérieur des sciences sociales (sociologie économique, géopolitique, etc.).
Les textes sont expertisés anonymement par deux experts sollicités par la rédaction, selon des façons de faire habituelles de la «communauté scientifique». Ils sont évalués et sélectionnés sur critères scientifiques et publiés dans le but de développer les connaissances dans le domaine considéré

### Les travaux de Congrès
La Société de Sociologie du Sport de Langue Française édite les travaux de ses congrès.
•  Travaux du congrès 2002 : Dispositions et Pratiques sportives. Débats actuels en sociologie du sport.
Les pratiques sportives sont actuellement l'objet de multiples enquêtes sociologiques, ethnographiques et socio-historiques. Pour rendre compte des régularités des pratiques sportives, des modes d'interaction entre les pratiquants, de la construction de l'identité des uns face aux autres, ou des routines développées dans le cours de l'action, chercheurs et étudiants en thèse ont mobilisé divers modèles sociologiques et construit des analyses.
• Travaux du congrès 2004 : Sociologie du sport. Débats et critiques
La quatrième de couverture : « Le 2e congrès de la Société de sociologie du sport de langue française intitulé Vivre du sport, pour le sport a donné l'occasion à des chercheurs venus de la France entière, mais aussi d'Europe, d'Amérique du Nord et d'Afrique, d'opérer un bilan des travaux actuels dans le domaine des sciences sociales appliquées aux sports et de porter un regard rétrospectif et critique sur leurs fondements et leur histoire. Cet ouvrage est une sélection des meilleures contributions de cette manifestation scientifique. Les apports des différents champs théoriques, les choix méthodologiques, les différenciations sociales et sexuées des pratiques, les usages politiques, scolaires et professionnels du sport, mais encore la mise en spectacle des pratiques physiques et les stratégies d'organisation qui en découlent, constituent la trame de cet ensemble. La richesse des discussions engagées, des connaissances produites et des théories empruntées, ainsi que la rencontre des différentes sciences sociales par le truchement de la sociologie font de ce livre une nécessité pour qui souhaite s'ouvrir à de nouvelles perspectives autour de l'objet " sport " comme fait social. »
•Travaux du congrès 2005 : Le Sport entre public et privé. Frontières et porosités
Prolongeant les exposés et les débats du IIIe congrès international de la Société de sociologie du sport de langue française sur le thème « Le sport : entre intérêts publics et appropriations privées » (Nantes, octobre 2005), cet ouvrage rassemble les contributions de sociologues francophones qui se sont attachés à éclairer la complexité croissante des interactions entre « secteur public » et « secteur privé » en matière de conception, de gestion et d'organisation des pratiques sportives. Le lecteur pourra y découvrir que, dans le domaine du sport, les notions de public et de privé ne recouvrent pas nécessairement des sphères d'activités exclusives et strictement extérieures l'une à l'autre. Il verra notamment que la frontière entre public et privé est une réalité fluctuante, marquée par une forte porosité, avec laquelle les acteurs institutionnels du sport peuvent agir selon des combinaisons souvent insoupçonnées. Il comprendra aussi que, pour la sociologie du sport, public et privé sont toujours des expressions à manier avec prudence. En particulier en France où la pratique sportive est censée incarner tout un ensemble de valeurs positives à la condition de rester du côté de l'État et non du marché, du service public et non des intérêts particuliers, de la gratuité et non du profit, de la formation du citoyen et non de la compétition à tout prix, etc.
À partir de recherches empiriques et d'études ciblées, l'ouvrage se propose de contribuer sur le cas du sport aux actuels débats théoriques qui visent à éclairer soit les transformations de l'État et des services publics, soit l'extension des dynamiques marchandes portées par « le nouvel esprit du capitalisme ». Il ambitionne aussi de fournir des clés renouvelées de compréhension concernant la place et le rôle du sport dans la société française et européenne du début du XXIe siècle.
Depuis les derniers congrès, les travaux ne sont plus édité sous forme d'ouvrage, mais les meilleures communications centrées sur le thème du congrès font l'objet d'une sélection et donnent lieu à la publication d'un dossier dans la revue Sciences sociales et sports.

### Publications des membres de la 3SLF
Parmi les publications des différents membres de la société, il est possible de signaler :
de Jacques Defrance, Sociologie des Sports, Paris, La Découverte, 2004 (4e éd.)
de Fabien Ohl, Sociologie du sport. Perspectives internationales et mondialisation, Paris, PUF, 2006
de Christophe Brissonneau, Olivier Aubel et Fabien Ohl  L'Épreuve du dopage, Paris, PUF, 2008
de Catherine Louveau (avec Annick Davisse), Sport, école, société, la différence des sexes, Paris, L'Harmattan, 1997
de Michael Attali, Philippe Liotard, Tony Chapron, Jean Saint-Martin, Le Sport et ses valeurs, Paris, La dispute, 2004
de Nicolas Bancel (avec Jean-Marc Gayman), Du guerrier à l'athlète : éléments d'histoire des pratiques corporelles, Paris, PUF, 2002
de William Gasparini (avec Gilles Vieille Marchiset), Le Sport dans les quartiers, Paris, PUF, 2008
d'Olivier Bessy, Sport, loisir, tourisme et développement durable des territoires, Voiron, PUS, 2008
de Pascal Chantelat, La Professionnalisation des organisations sportives : nouveaux enjeux, nouveaux débats, Paris, L'Harmattan, 2001
de Christophe Guibert, Univers du surf et stratégies politiques en Aquitaine, Paris, L'Harmattan, 2006
de Philippe Liotard, Sport et homosexualités, Carnon, Quasimodo & Fils, 2008
de Christine Mennesson, Être une femme dans le monde des hommes. Socialisation sportive et construction du genre, Paris, L'Harmattan, 2005
de Manuel Schotté, (avec Sébastien Fleuriel), Sportifs en danger. La condition des travailleurs sportifs, Édition du Croquant, 2008

## Activités d'information

### La lettre de la 3SLF
La Lettre d'information de la 3SLF est destinée aux membres de la Société de sociologie du sport de langue française.
Préparée par des membres de la 3SLF, elle est consacrée à la diffusion des informations concernant les missions de cette société savante.

## Membres
Son premier président a été Jacques Defrance et son premier bureau était composé de Fabien Ohl (vice-président), Carine Erard (vice-présidente étudiante), Catherine Louveau (secrétaire), Gildas  Loirand (secrétaire adjoint), Olivier Hoibian (trésorier) et Jean-Charles Basson (trésorier adjoint).
Catherine Louveau en fut la présidente entre 2007 et 2015.
Depuis 2015, c'est Gildas Loirand qui préside la 3SLF.
Les autres membres de la 3SLF ayant exercé des fonctions électives au sein du CA ou du bureau depuis sa fondation sont, par ordre alphabétique : Michael Attali, Olivier Aubel, Nicolas Bancel, Olivier Bessy, Flavien Bouttet, Pascal Chantelat, Caroline Chimot, Idrissa Diallo, Sylvain Ferez, Sébastien Fleuriel, Lucie Forté, William Gasparini, Christophe Guibert, Oumaya Hidri-Neys, Dominique Jorand, Michel Koebel, Gisèle Lacroix, Nathalie Leroux, Philippe Liotard, Gildas Loirand, Antoine Marsac, Ludovic Martel, Christine Mennesson, Bruno Papin, Mélanie Perez, Serge Piché, Julien Pierre, Gilles Raveneau, Manuel Schotté, Bastien Soulé.
Après Pascal Charitas, c'est Sébastien Fleuriel qui exerce la fonction de webmestre du site de la 3SLF : http://3slf.fr/